# Gavilea kingii
Gavilea kingii är en orkidéart som först beskrevs av Joseph Dalton Hooker, och fick sitt nu gällande namn av Maevia Noemi Correa. Gavilea kingii ingår i släktet Gavilea och familjen orkidéer. Inga underarter finns listade i Catalogue of Life.

## Bildgalleri

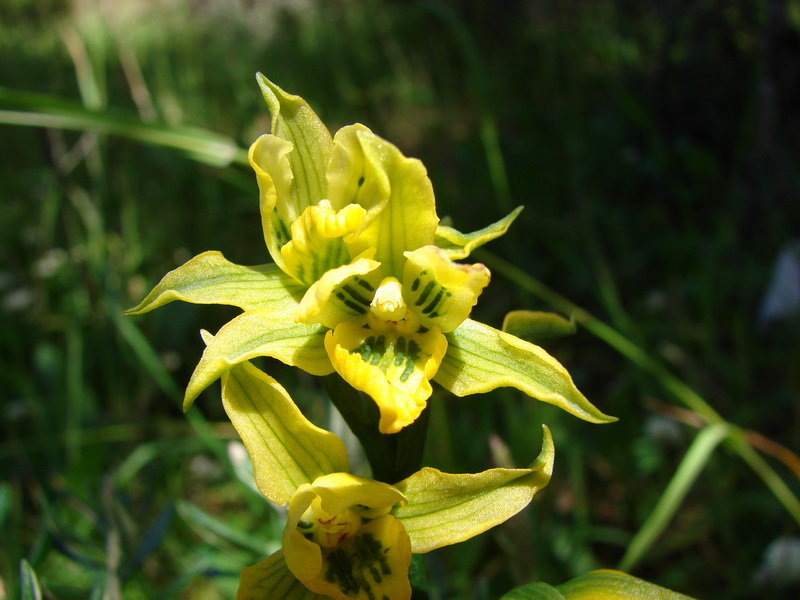